# Bhumi Pednekar
Bhumi Pednekar (Mumbai, 18 luglio 1989) è un'attrice indiana.

## Filmografia parziale
- Dum Laga Ke Haisha, regia di Sharat Katariya (2015)
- Toilet: Ek Prem Katha, regia di Shree Narayan Singh (2017)
- Shubh Mangal Saavdhan, regia di R.S. Prasanna (2017)
- Lust Stories, registi vari (2018)
- Sonchiriya, regia di Abhishek Chaubey (2019)
- Saand Ki Aankh, regia di Tushar Hiranandani (2019)
- Bala, regia di Amar Kaushik (2019)
- Pati Patni Aur Woh, regia di Mudassar Aziz (2019)
- Shubh Mangal Zyada Saavdhan, regia di Hitesh Kewalya (2020)

## Premi
- Filmfare Awards
  - 2016: "Best Female Debut"
  - 2020: "Critics Award for Best Actress"
- Producers Guild Film Awards
  - 2016: "Best Female Debut"
- International Indian Film Academy Awards
  - 2016: "Best Female Debut"
- Screen Awards
  - 2016: "Best Female Debut"
  - 2020: "Critics Award for Best Actress"
- Zee Cine Awards
  - 2016: "Best Female Debut"
  - 2020: "Best Supporting Actress"
- Stardust Awards
  - 2016: "Superstar of Tomorrow – Female"
- BIG Star Entertainment Awards
  - 2016: "Most Entertaining Actor in a Social Role - Female"